# Игра Боброва

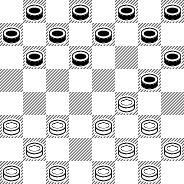
Табия дебюта игры Боброва

Игра Боброва — дебют в русских шашках. Табия дебюта возникает после ходов 1.ef4 fg5 2. de3. В случае ответа 2. fe5 получается Игра Матасова — Петрова, а если 2. cb4 g:е3 3. d:f4. — «Игра Шмульяна».
Такую игру предложил Павел Павлович Бобров — российский шахматный журналист, композитор и общественный шахматный деятель.
Игра Боброва, как показано теоретиками, дает белым тяжелую пассивную защиту. У белых есть трудная ничья и после 3.cd2! и после 3.cb4!

## Обратная игра Боброва
|   | a               | b               | c               | d               | e              | f               | g               | h               |   |  |
| 8 | a8              | b8 чёрная шашка | c8              | d8 чёрная шашка | e8             | f8 чёрная шашка | g8              | h8 чёрная шашка | 8 |  |
| 7 | a7 чёрная шашка | b7              | c7 чёрная шашка | d7              | e7             | f7              | g7 чёрная шашка | h7              | 7 |  |
| 6 | a6              | b6 чёрная шашка | c6              | d6 чёрная шашка | e6             | f6 чёрная шашка | g6              | h6 чёрная шашка | 6 |  |
| 5 | a5              | b5              | c5 чёрная шашка | d5              | e5             | f5              | g5              | h5              | 5 |  |
| 4 | a4              | b4 белая шашка  | c4              | d4              | e4             | f4 белая шашка  | g4              | h4              | 4 |  |
| 3 | a3 белая шашка  | b3              | c3              | d3              | e3 белая шашка | f3              | g3              | h3              | 3 |  |
| 2 | a2              | b2 белая шашка  | c2              | d2 белая шашка  | e2             | f2 белая шашка  | g2              | h2 белая шашка  | 2 |  |
| 1 | a1 белая шашка  | b1              | c1 белая шашка  | d1              | e1 белая шашка | f1              | g1 белая шашка  | h1              | 1 |  |
|   | a               | b               | c               | d               | e              | f               | g               | h               |   |  |

Заочники из СЛШИ проводили с 01.11.2009 по 23.01.2010 тематический заочный турнир по русским шашкам «Игра Боброва» (1.ef4 fg5 2.de3). По результатам из анализа изменилась оценка некоторых вариантов дебюта, которые планировалось обобщить и издать отдельным изданием.
Обратная игра Боброва — аналог для чёрных. Табия дебюта обратной игры Боброва возникает после ходов 1.gf4 dc5, 2. cb4 ed6. Название для этой схемы развития предложил многократный чемпион СССР по переписке Владимир Голосуев.